# Guática
Guática là một khu tự quản thuộc tỉnh Risaralda, Colombia. Thủ phủ của khu tự quản Guática đóng tại Guática Khu tự quản Guática có diện tích 95 ki lô mét vuông. Đến thời điểm ngày 28 tháng 5 năm 2005, khu tự quản Guática có dân số 14631 người.